# Robert Linzeler
Robert Linzeler (Parigi, 7 marzo 1872 – Parigi, 25 gennaio 1941) è stato un gioielliere francese.

## Biografia
Secondo alcune fonti partecipò ai giochi della II Olimpiade di Parigi nel 1900, dove avrebbe vinto due medaglie d'argento nelle due gare velistiche della classe da 0 a mezza tonnellata. Presumibilmente ciò è falso perché Linzeler progettò varie coppe per la vela, ma non era un velista. Linzeler è conosciuto anche per aver creato diverse coppe come la One Ton Cup, coppa di vela, e la Coppa di Francia di golf femminile, che però andò perduta.